# Star City (serie de televisión)
Star City es una próxima serie de televisión web estadounidense de drama y ciencia ficción protagonizada por Rhys Ifans. Es un spin-off de For All Mankind, centrado en la Unión Soviética. El nombre deriva del centro soviético de entrenamiento de cosmonautas "Star City", el Centro de Entrenamiento de Cosmonautas Yuri Gagarin.

## Reparto
- Rhys Ifans
- Anna Maxwell Martin
- Solly McLeod
- Agnes O'Casey
- Alice Englert
- Adam Nagaitis
- Josef Davies
- Ruby Ashbourne Serkis

## Producción
La serie fue creada para Apple TV+ por Ben Nedivi, Matt Wolpert y Ronald D. Moore. Wolpert y Nedivi son los showrunners y productores ejecutivos, junto con Moore de Tall Ship Productions, Steve Oster y Andrew Chambliss. Rhys Ifans interpreta al diseñador aeroespacial en jefe de la Unión Soviética, y Anna Maxwell Martin, a la jefa del equipo de vigilancia de la KGB. En febrero de 2025, Solly McLeod, Agnes O'Casey, Alice Englert, Adam Nagaitis, Josef Davies y Ruby Ashbourne Serkis se unieron al elenco.
El rodaje tuvo lugar en Vilna, Lituania, desde febrero de 2025. Los lugares de rodaje incluyeron el Parque de Vingis y Pašilaičiai.